# Krzysztof Warzycha
Krzysztof Ireneusz Warzycha (ur. 17 listopada 1964 w Katowicach) – polski piłkarz i trener piłkarski.

## Kariera piłkarska
Jest wychowankiem Ruchu Chorzów, w którym grał od 1974 do 1989, w pierwszym składzie Niebieskich rozegrał 8 sezonów (w tym 1 sezon w 2. lidze w sezonie 1987/88), strzelając 66 bramek w 164 meczach pierwszej ligi; w barwach Ruchu Chorzów łącznie strzelił dla klubu 83 bramki. Po zdobyciu z Ruchem mistrzostwa Polski w 1989 oraz uzyskaniu tytułu Króla strzelców został wykupiony za milion marek przez Panathinaikos AO, gdzie grał do 2004 strzelając 288 bramek w 503 oficjalnych spotkaniach (244 w samej lidze greckiej, 19 w Pucharze Grecji oraz 25 w europejskich pucharach), zostając dzięki temu najlepszym snajperem w historii tego klubu, a drugim w historii greckich rozgrywek ligowych (najlepszym jest Thomas Mavros). W barwach Zielonych Koniczynek świętował pięciokrotnie mistrzostwo Grecji, pięciokrotnie puchar Grecji, a trzykrotnie tytuł Króla strzelców greckiej ligi (1994, 1995, 1998). W Reprezentacji Polski zadebiutował 27 marca 1984 w rozegranym w Zurychu towarzyskim spotkaniu ze Szwajcarią. Ostatni mecz w kadrze rozegrał 30 kwietnia 1997 w Neapolu z Włochami w ramach el. Mistrzostw Świata. Łącznie w reprezentacji Polski rozegrał 50 spotkań i zdobył 9 bramek. Wystąpił także w reprezentacji Śląska w charytatywnym meczu z Polską, rozegranym 9 grudnia 2006.

### Występy w polskiej ekstraklasie
Warzycha w pierwszej lidze zadebiutował 23 kwietnia 1983 w meczu na własnym boisku przeciwko Górnikowi Zabrze (1:1). Jego ostatnim występem w ekstraklasie było wyjazdowe spotkanie ze Stalą Mielec (przegrane 0:1) rozegrane 26 listopada 1989.
| sezon            | klub             | mecze | gole |
| ---------------- | ---------------- | ----- | ---- |
| 1982/83          | Ruch Chorzów     | 5     | 0    |
| 1983/84          | Ruch Chorzów     | 26    | 5    |
| 1984/85          | Ruch Chorzów     | 30    | 6    |
| 1985/86          | Ruch Chorzów     | 30    | 11   |
| 1986/87          | Ruch Chorzów     | 28    | 8    |
| 1988/89          | Ruch Chorzów     | 30    | 24   |
| 1989/90          | Ruch Chorzów     | 15    | 12   |
| ogółem 7 sezonów | ogółem 7 sezonów | 164   | 66   |

W drugoligowym sezonie 1987/88 Warzycha rozegrał 28 spotkań i zdobył 13 bramek.

## Kariera trenerska
8 grudnia 2009 został asystentem trenera Panathinaikosu.
21 listopada 2010 podał się do dymisji jako członek sztabu szkoleniowego Panathinaikosu. Do tego czasu był asystentem byłych trenerów klubu – Nikosa Niopliasa i Jacka Gmocha. W marcu 2012 został nowym szkoleniowcem czwartoligowego AO Egaleo.
23 kwietnia 2017 Ruch Chorzów poinformował, że trenerem jego pierwszej drużyny zostanie Krzysztof Warzycha. Tym samym wychowanek Ruchu zasiadał na ławce trenerskiej podczas ostatnich siedmiu meczów Ekstraklasy sezonu 2016/2017, w których zdobył cztery punkty, remisując cztery mecze oraz trzy przegrywając. W sezonie 2017/2018 Nice I Ligi w kolejkach 1. do 6. oraz 8. (mecz Ruchu z siódmej kolejki rozegrano w późniejszym terminie) wciąż był I trenerem „Niebieskich”, lecz po ósmej kolejce ogłoszono, że nowym trenerem Ruchu został Juan Ramón Rocha a Warzycha będzie pełnił rolę drugiego trenera. Piątego kwietnia 2018 roku ogłoszono decyzję o zmianie pierwszego trenera klubu z Rochy na Dariusza Fornalaka, lecz Warzycha wciąż pozostawał II trenerem w Ruchu. Z klubem ostatecznie pożegnał się 28 czerwca 2018 roku. W późniejszym czasie pojawiły się w mediach informacje, że Warzycha zabiega o swoje zaległe pensje. Fakt ten został źle odebrany przez część kibiców Ruchu Chorzów, którzy stwierdzili, że Warzycha nie zasługuje już na miano „legendy klubu”. Argumentowano to tym, że w tym czasie klub starał się o licencję na grę w III lidzie, a zgłaszanie do PZPNu informacji o zaległościach może zaszkodzić klubowi. Jednocześnie wytykano mu, że został on trenerem Ruchu nie na podstawie kompetencji a znajomości z ówczesnym prezesem, a przy tym jego zarobki były zbyt duże jak na osobę, która przyczyniła się do pierwszego w historii klubu spadku do trzeciej klasy rozgrywkowej..

### Sukcesy
Ruch Chorzów
- Mistrzostwo Polski (1) : 1989

Panathinaikos
- Mistrzostwo Grecji (5) : 1990, 1991, 1995, 1996, 2004
- Puchar Grecji (5) : 1991, 1993, 1994, 1995, 2004
- Superpuchar Grecji (2) : 1993, 1994

Indywidualne
- Król strzelców Alpha Ethniki (3) : 1994, 1995, 1998

## Życie prywatne
Posiada również greckie obywatelstwo, co pozwoliło mu osiąść wraz z rodziną na stałe w Grecji.
W wieku 14 lat wcielił się w rolę młodego Gerarda Cieślika w filmie Gra o wszystko.
Był kandydatem w wyborach w 2015 do parlamentu greckiego z partii ANEL, lecz nie zdobył mandatu poselskiego.
Otrzymał honorowe obywatelstwo Chorzowa w maju 2005 roku.